# Távoltartás
A távoltartás a kényszerintézkedések egyik fajtája. Lényege, hogy a terhelt szabad mozgáshoz és tartózkodási helyének szabad megválasztásához való jogát korlátozza, a személyi szabadság tényleges elvonása nélkül. Az intézkedés célja, hogy a terhelt távolmaradjon bizonyos személytől vagy helységtől, ennek célja a bizonyítás biztosítása és a bűnismétlés megakadályozása. Mindkét esetben a sértett védelme érdekében rendelik el. Magyarországon a bíróság rendeli el, több külföldi országban azonban a nyomozó hatóság is alkalmazhatja.
A jogintézmény nem azonos a megelőző távoltartással, ugyanis azt hozzátartozók vonatkozásában lehet elrendelni, részletszabályait pedig a 2009. évi LXXII. törvény tartalmazza.

## A magyar szabályozás
A büntetőeljárás rendszerében a személyi szabadságot érintő kényszerintézkedések között nyert elhelyezést a 2006. évi LI. tv. alapján. Jelenleg a 2017. évi XC. törvény (büntetőeljárási törvény) szabályozza.

### A távoltartás tartalma
A távoltartás a terhelt szabad kapcsolattartását, és ennek érdekében a terhelt szabad mozgáshoz és a lakóhely, illetve a tartózkodási hely szabad megválasztásához való jogát korlátozza. Távoltartás elrendelése esetén a bíróság magatartási szabályként előírja, hogy a terhelt meghatározott személlyel – közvetlenül vagy közvetve – ne lépjen kapcsolatba, illetve ettől a személytől tartsa távol magát. A bíróság e cél biztosítása érdekében magatartási szabályként előírhatja, hogy a terhelt
- meghatározott lakást hagyjon el és onnan maradjon távol, illetve
- a távoltartással érintett személy tényleges tartózkodási helyétől, munkahelyétől, az e személy által rendszeresen látogatott intézményektől vagy egyéb helytől, különösen nevelési, nevelési-oktatási- vagy gyógykezelés céljából látogatott egészségügyi intézménytől, vallásgyakorlása során látogatott épülettől tartsa távol magát.

Ez utóbbi esetén a magatartási szabályokat oly módon kell előírni, hogy azok ne tegyék lehetetlenné a terhelt azon jogainak gyakorlását, amely jogokat a távoltartással érintett személy vonatkozásában e magatartási szabályok érintenek.

### Elrendelésének előfeltételei
Távoltartás a bizonyítás megnehezítésének vagy meghiúsításának, illetve – ha ez a sértett vonatkozásában állapítható meg – a bűnismétlés megakadályozása érdekében rendelhető el.

### A távoltartás elrendelése
Elrendeléséről – a vádemelés előtt az ügyészség indítványára – a bíróság határoz. Távoltartás elrendelését a sértett is indítványozhatja. A sértett a távoltartás elrendelésére irányuló indítványát a vádemelés előtt az ügyben eljáró ügyészségnél terjesztheti elő. Az ügyészség a sértett indítványát az ügyiratokkal együtt haladéktalanul továbbítja a bíróságnak.
A távoltartás magatartási szabályainak megtartását biztosító intézkedés lehet a terhelt mozgását nyomon követő technikai eszköz, illetve az óvadék. A bíróság elrendelheti, hogy a távoltartás magatartási szabályainak megtartását a rendőrség általános rendőrségi feladatok ellátására létrehozott szerve a terhelt mozgását nyomon követő technikai eszközzel ellenőrizze.
A vádemelés előtt elrendelt távoltartás az elsőfokú bíróság tárgyalás előkészítése során hozott határozatáig, de legfeljebb négy hónapig tart. A távoltartást a bíróság alkalmanként legfeljebb négy hónappal meghosszabbíthatja. A vádemelés után az elsőfokú bíróság által elrendelt vagy fenntartott távoltartás az elsőfokú bíróság ügydöntő határozatának kihirdetéséig tart. Ha a vádemelés után a távoltartás elsőfokú bíróság általi fenntartásától vagy elrendelésétől számítva hat hónap eltelt, és az elsőfokú bíróság még nem hozott ügydöntő határozatot, az elsőfokú bíróság, egy év eltelt, és az elsőfokú bíróság még nem hozott ügydöntő határozatot, a másodfokú bíróság, ezt követően az elsőfokú bíróság ügydöntő határozatának meghozataláig a másodfokú bíróság legalább hathavontan a távoltartás indokoltságát felülvizsgálja.
Az elsőfokú bíróság ügydöntő határozatát követően elrendelt vagy fenntartott távoltartás indokoltságát a másodfokú bíróság, a másodfokú bíróság ügydöntő határozatát követően elrendelt vagy fenntartott távoltartás indokoltságát a harmadfokú bíróság hathavonta felülvizsgálja.

### Módosítása
Ha a távoltartás tartama alatt a terhelt vagy a távoltartással érintett személy életkörülményeiben olyan lényeges változás következik be, amely miatt az előírt magatartási szabályoktól történő ideiglenes eltérés, vagy azok ideiglenes felfüggesztése szükséges, a vádemelés előtt az ügyészség, azt követően, illetve a sértett indítványára elrendelt távoltartás esetén a bíróság a távoltartás magatartási szabályait hivatalból vagy a terhelt, a védő és a távoltartással érintett személy indítványára részlegesen feloldhatja. Ha az előírt magatartási szabályok tartós vagy végleges módosítása szükséges, a bíróság a távoltartás magatartási szabályait az ügyészség, a terhelt, a védő vagy a távoltartással érintett személy indítványára módosítja.
Ha a távoltartás elrendelése után az állapítható meg, hogy a személyi szabadságot érintő bírói engedélyes kényszerintézkedés végrehajtásának feltételei nem állnak fenn, így különösen, ha a terhelt mozgását nyomon követő technikai eszköz nem telepíthető, a terhelt őrizetét kell elrendelni, és a személyi szabadságot érintő bírói engedélyes kényszerintézkedés tárgyában a bíróság új határozatot hoz.
Ha a terhelt a távoltartás magatartási szabályait megszegi, a terheltet a bíróság rendbírsággal sújthatja. A magatartási szabályok ismételt vagy súlyos megszegése esetén a terhelt őrizete rendelhető el, és a távoltartás mellett vagy helyett a terhelt bűnügyi felügyelete rendelhető el, a terhelt mozgását nyomon követő technikai eszköz alkalmazása rendelhető el, hátrányosabb vagy más magatartási szabályok megállapításának van helye, vagy a terhelt letartóztatása rendelhető el.